# Jean de Nicolaÿ
 (février 2011).
Jean de Nicolaÿ,, mort en 1527 à Bourg-Saint-Andéol en Vivarais (actuellement l'Ardèche) est un docteur en droit, seigneur de Saint-Victor-la-Coste, co-seigneur de Saint-Marcel en Ardèche et homme politique français, premier président de la chambre des comptes de Paris de 1506 à 1518. 

## Biographie
Son père est Jean Ier de Nicolaÿ, seigneur de Boisbel, lui-même fils d'Aboult Nicolaÿ, lieutenant du bailli du roi en Vivarais. Sa mère est Bonne Audigier, originaire de Saint-Marcel en Ardèche. Ses parents se marient en 1440. Le frère de Jean Nicolaÿ, Raymond Nicolaÿ, fonde la branche des barons de Sabran. 
Sur la recommandation d'un ministre de Charles VIII, Étienne de Vesc, parent de son épouse, il est appelé à la cour de Charles VIII. Il est d'abord conseiller au Parlement de Toulouse en 1491 puis par un acte du 1er décembre 1501, il acquiert la terre et la seigneurie de Saint-Victor-la-Coste, dans le diocèse d'Uzès, de Jean de Poitiers, seigneur de Saint-Vallier.
En 1491, le roi lui donne une charge de conseiller en son Grand Conseil. En 1497, il accompagne Charles VIII lors de la première guerre d'Italie qui le charge des négociations avec les princes italiens. Il est nommé à la présidence du sénat de Milan et organise les cours de justice du duché de Milan et du royaume de Naples. Charles VIII lui confie les fonctions de chancelier du royaume de Naples. En 1504, Louis XII le confirme dans cette charge et lui donne la fonction de maître des requêtes.
En 1506, le roi le rappelle en France et lui donne la charge de Premier président de la Chambre des comptes de Paris. Il est pourvu à cette charge le 5 octobre 1506 en remplacement de Denis Bidault. Il est plusieurs fois commissaire du roi près les États du Languedoc, il résigne sa charge de premier président de la chambre des comptes au profit de son fils en 1518 et se retire dans son hôtel de Bourg-Saint-Andéol où il meurt en 1527. Il est enterré dans la chapelle Saint-Jean de l'église Saint-Andéol de Bourg-Saint-Andéol fondée par ses ancêtres.

## Union et postérité
Par un acte du 15 février 1502, il épouse Claire de Vesc, fille de Claude de Vesc, seigneur de Montjoux en Dauphiné, parente d'Étienne de Vesc. 
Jean II Nicolaÿ a eu de son mariage avec Claire de Vesc plusieurs enfants, dont :
- Aimar Nicolaÿ, institué légataire universel par son père dans son testament, a aussi été Premier président de la Chambre des comptes et pourvu le 11 mars 1518. Il a épousé le 15 septembre 1520 Anne Baillet, dame de Goussainville, petite-fille de Charles de Montmorency, seigneur de Silly. Ils ont eu :
  - Antoine Ier de Nicolaÿ, seigneur de Goussainville et de Saint-Victor, Premier président de la Chambre des comptes, pourvu le 26 mars 1551, et installé le 27 septembre 1553. Il est mort le 5 mai 1587. Il s'est marié avec Jeanne Luillier de Boullancourt le 2 janvier 1551. Ils ont eu :
    - Jean III de Nicolaÿ, seigneur de Goussainville et de Presles, Premier président de la Chambre des comptes, pourvu le 16 décembre 1579 et reçu le 26 janvier 1580. Il s'est marié le 22 janvier 1578 avec Marie de Billy, fille de Louis de Billy, baron de Courville, chevalier de l'Ordre du roi, lieutenant de Cent hommes d'Armes de ses Ordonnances, et de Félice de Rosny. Ils ont eu entre autres enfants :
      - Antoine II de Nicolaÿ, seigneur de Goussainville et d'Ivors. La terre et seigneurie de Goussainville a été élevée par Anne d'Autriche en titre et dignité de marquisat par lettres patentes du mois de mai 1645. Premier président de la Chambre des comptes pat Lettres de mars 1622 et installé le 17 mai 1623. Il est mort en 1656. Il a épousé le 15 octobre 1627 Marie Amelot, fille de Jean Amelot, Maître des Requêtes et président du Grand Conseil, et de Catherine de Creil.
        - Nicolas de Nicolaÿ, reçu premier président de la Chambre des comptes en 1649. Les auteurs du temps le présentent comme un zélé protecteur des lettres. Il est mort en 1686 dans son château de Presles. De son mariage avec Élisabeth de Fieubet il a eu :
          - Jean-Aymar de Nicolaÿ, premier président de la Chambre des comptes[7],[8].
          - Nicolas II de Nicolaÿ, dit le marquis de Presles, colonel du régiment d'Auvergne, puis brigadier des armées du roi.

      - Louis de Nicolaÿ, seigneur de Presles, guidon des Gendarmes du roi, puis premier écuyer de la Grande écurie,
      - Aimar de Nicolaÿ, seigneur de Bernay, Lieutenant du Grand Maître de l'Artillerie, marié à Dame Diane de Maillé-de-La-Tour-Landry, fille de Jean de Maillé, comte de Châteauroux, et de Louis de Châteaubriand.
      - Marie de Nicolaÿ, mariée à Pierre de Roncherolles, baron du Pont-Saint-Pierre,
      - Renée de Nicolaÿ, mariée à Mathieu Molé, Premier président du Parlement de Paris et Garde des sceaux de France.